# Groep Marxisten-Leninisten/Rode Morgen
Groep van Marxisten-Leninisten/Rode Morgen (GML) is een Nederlandse maoïstische organisatie (in eigen woorden een "partij in opbouw"). De GML geeft het blad Rode Morgen uit en richt zich sinds haar oprichting vrijwel volledig op bedrijvenwerk en vakbondsactivisme.

## Geschiedenis
De GML kent haar oorsprong mede in een splitsing binnen de Kommunistiese Eenheidsbeweging Nederland (KEN). Door verschillende oorzaken, zoals het einde van de Vietnamoorlog, de inconsistente politieke lijn van China en de autoritaire leiding van voorzitter Kees de Boer groeide het onvrede binnen de KEN. Uiteindelijk leidde dit er toe dat verschillende leden geroyeerd werden of zelf afscheid namen van de KEN.
Een aantal oud-leden vormde de "Groep van Vijf", die groeide tot zo'n twintig leden en sympathisanten. Deze discussiegroep schreef enkele documenten die kritisch waren over de KEN en verkende de mogelijkheden om zich aan te sluiten bij een van de kleinere maoïstische groeperingen die toen actief waren in Nederland.
Min of meer tegelijkertijd richtte een groep Amsterdamse studenten na een bezoek aan Albanië de Groep Marxisten-Leninisten (GML) op. Zij waren lid geweest van het Socialistische Studenten Kollektief (SSK), de Amsterdamse afdeling van de Kommunistische Studentenbond (KSB), een front van de KEN. In augustus 1977 sloot de Groep van Vijf zich aan bij de GML.

### Havenstaking 1979
Vanaf het begin heeft de GML zijn activiteiten voornamelijk gericht op het organiseren van arbeiders in de Rotterdamse haven. Het belangrijkste wapenfeit van de GML was haar rol in de wilde havenstaking van 1979 in Rotterdam. De staking ontstond toen havenarbeiders het cao-akkoord van de vervoerdersbond FNV en de werkgevers afwezen. Er werd een onafhankelijk actiecomité gevormd, waar namens de GML Paul Rosenmöller zitting in nam. Rosenmöller was toen werkzaam als stuwer bij stukgoedbedrijf Müller Thomson in de Waalhaven. Na vier weken staken volgde een compromis met de werkgevers en de vakbond.
Ondanks de successen in de Rotterdamse haven groeide in de GML de discussie over haar focus op het organiseren van arbeiders in de industrie en de nut en noodzaak van de marxistisch-leninistische theorie. In Duitsland had bijvoorbeeld de KPD-AO zich al opgeheven, om haar leden zo de vrijheid te geven zich in te zetten voor de nieuwe partij Die Grünen. In deze lijn van de KPD-AO wilde de afdeling Amsterdam wilde zich gaan richten op de krakersbeweging. De afdeling splitste zich bijna in het geheel af van de GML. Een verkende fusie met de Kommunistische Arbeidersorganisatie-ml (KAO) liep op niks uit. Naar schatting had de GML in 1981 zo'n 30 leden.

### 21ste eeuw
Sinds 2012 heeft de GML/Rode Morgen ook een jongerenafdeling, namelijk 'Jong en Strijdbaar' (JES!). Zij zet zich in voor het "bouwen van een revolutionaire jongerenorganisatie die strijdt voor een maatschappij zonder uitbuiting en onderdrukking, voor het echte socialisme". De GML heeft naast haar maandelijkse krant Rode Morgen een aantal eveneens maandelijkse uitgaven uit voor specifieke bedrijfstakken, zoals De Volle Lading (DVL) voor de havensector, de Post in Beweging (PiB) voor de postsector en sinds februari 2024 de Overdracht die zich richt op de zorg.

## Ideologie
Het doel van de GML is de opbouw van een revolutionaire arbeiderspartij. De GML laat zich hierbij leiden door de leer van het marxisme-leninisme, zoals naar eigen zeggen ontwikkeld door Marx, Engels, Lenin, Stalin en Mao Zedong. Conform de maoïstische inslag van de organisatie ziet zij de gewapende opstand van de arbeiders tegen de bourgeoisie als het hoogtepunt van de klassenstrijd.
De GML is onderdeel van de anti-revisionistische stroming binnen de communistische beweging. Dat wil zeggen dat zij het kapitalistisch herstel in de voormalige Sovjet-Unie en de Volksrepubliek China scherp veroordeelden. Hierbij wordt de destalinisatie onder Chroesjtsjov en de hervormingen na de dood van Mao in China als de belangrijkste keerpunten gezien.
Internationaal gezien steunde de GML bevrijdingsbewegingen in Rhodesië (ZANU), Eritrea (EPLF) en de Poolse onafhankelijke vakbond Solidarność. Het meest controversieel was echter de steun die GML gaf aan de Rode Khmer en haar leider Pol Pot in Kampuchea. Zelfs nadat de groteske schendingen van de mensenrechten in Kampuchea wereldwijd bekend werden en dit in 1979 leidde tot een inval door Vietnam, bleef GML de Rode Khmer steunen.  In de 21ste eeuw is de GML actief op het organiseren van steunacties voor Rojava.

## Internationaal
Internationaal werkte de GML vooral samen met de Belgische organisatie Alle Macht Aan de Arbeiders (AMADA), die vanaf 1979 de Partij van de Arbeid (PVDA) heet. Echter, de PVDA werd gaandeweg meer pro-Moskou en daarmee dreven de partijen uit elkaar. In 2010 werd de GML/Rode Morgen lid van de Internationale Coördinatie van Revolutionaire Partijen en Organisaties (ICOR). Dit is een internationaal samenwerkingsverband van meer dan vijftig verschillende communistische partijen uit de hele wereld.